# Walker (Luizjana)
Walker – miasto w Stanach Zjednoczonych, w stanie Luizjana, w parafii Livingston.